# Mariä Opferung (Baumgärtle)

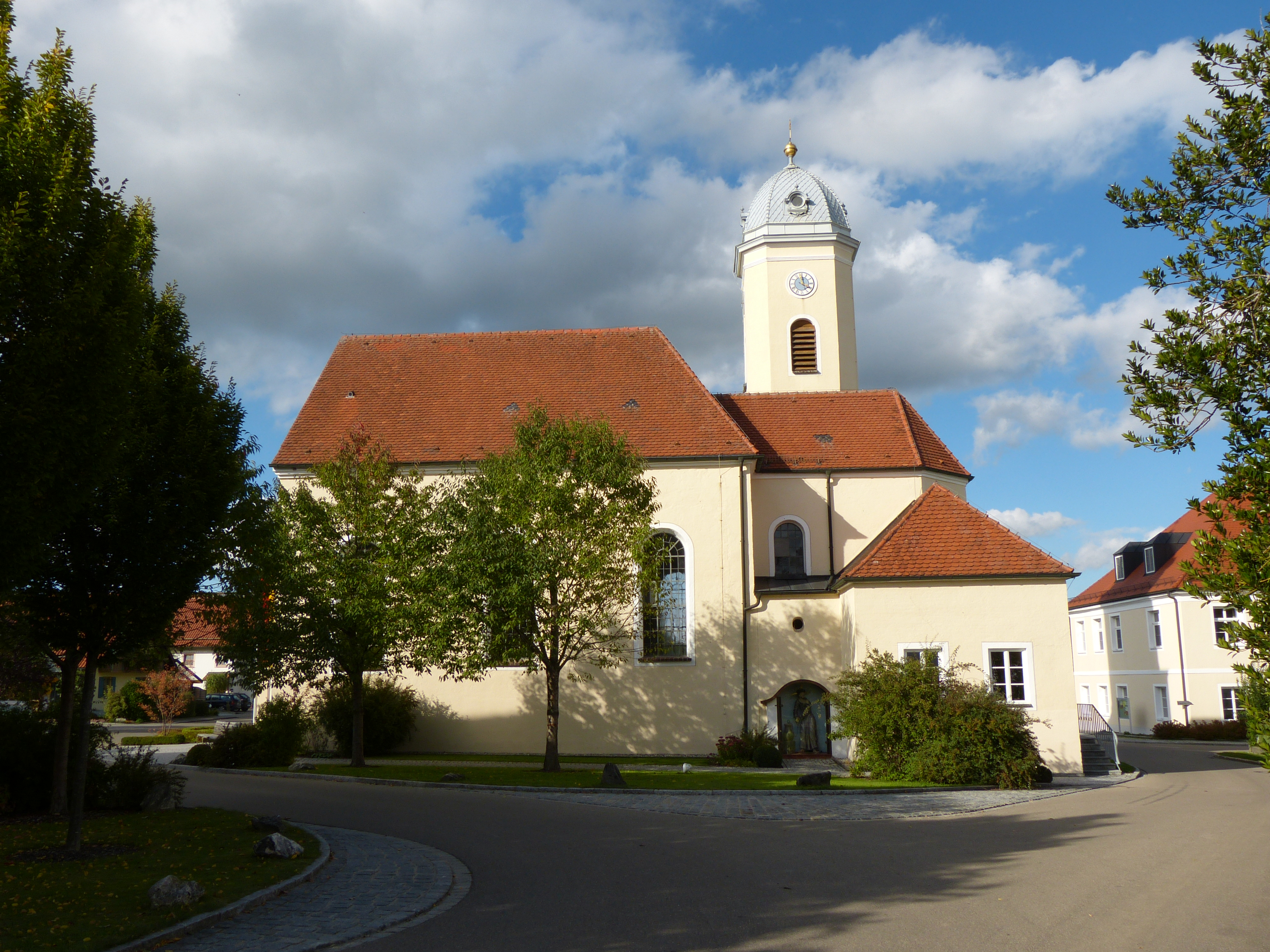
Mariä Opferung in Baumgärtle

Die römisch-katholische Wallfahrtskirche Mariä Opferung steht in Baumgärtle, einem Gemeindeteil von Breitenbrunn im schwäbischen Landkreis Unterallgäu von Bayern. Das Bauwerk ist in der Liste der Baudenkmäler in Breitenbrunn als Baudenkmal unter der Nr. D-7-78-121-8 eingetragen. Die Kirche gehört zum Bistum Augsburg.

## Beschreibung
Die neobarocke Saalkirche wurde 1882/83 erbaut. Erhalten blieb die 1721 gebaute Gnadenkapelle, eine Nachbildung der Gnadenkapelle in Altötting. Die Saalkirche besteht aus einem Langhaus, einem eingezogenen, dreiseitig geschlossenen Chor im Osten, einem Chorflankenturm auf quadratischem Grundriss an der Nordwand und der Sakristei an der Südwand des Chors. Die Obergeschosse des Chorflankenturms haben abgeschrägte Ecken. Sie beherbergen die Turmuhr und den Glockenstuhl mit einer Kirchenglocke. Darauf sitzt eine Glockenhaube mit Dachgauben. 
Der Innenraum des Langhauses ist mit einer Flachdecke überspannt, der des Chors mit einem Stichkappengewölbe. Zur Kirchenausstattung gehört ein Hochaltar, der aus der Gnadenkapelle übernommen wurde. Auf dem Altarretabel ist eine Nachbildung des Altöttinger Gnadenbildes dargestellt.